# Natural Blues
„Natural Blues“ je píseň amerického hudebníka Mobyho, která pochází z jeho pátého alba Play (1999). Píseň obsahuje sampl písně „Trouble So Hard“ od zpěvačky Very Hall. Vzniklo několik remixů písně, například v podání Paula Oakenfolda, Mikea D a dua Peace Division. K písni vznikly dva videoklipy. První z nich režíroval David LaChapelle a kromě Mobyho v něm hráli Christina Ricci a Fairuza Balk. Druhý je animovaný a vystupuje v něm Little Idiot. Hudebník Mark Mallman vydal coververzi písně na svém koncertním albu Live from First Avenue, Minneapolis (2003). Anglický hudebník Kidnap Kid vytvořil roku 2016 vlastní remix písně.